# Oleanîne, Kameanka
Oleanîne (în ucraineană Олянине) este un sat în comuna Radîvanivka din raionul Kameanka, regiunea Cerkasî, Ucraina. În secolul al XIX-lea, satul făcea parte din volostul Osîtneajka, uezdul Ciîhîrîn.

## Demografie
Componența lingvistică a localității Oleanîne
     Ucraineană (98,14%)
     Rusă (1,86%)
Conform recensământului din 2001, majoritatea populației localității Oleanîne era vorbitoare de ucraineană (98,14%), existând în minoritate și vorbitori de rusă (1,86%).